# 有吉ベース
『有吉ベース』（ありよしベース）は、フジテレビジョンが制作し、同局のCS放送チャンネルであるフジテレビONEで放送されていたテレビ番組。お笑いタレントの有吉弘行が司会を務める冠番組である。フジテレビONEでのCS放送に先んじて、フジテレビオンデマンドでも配信されている。

## 番組内容
有吉弘行の基地「有吉ベース」に若手お笑い芸人を集め、みんなでガチャガチャする番組。
有吉弘行が、さまざまな企画を立案し、若手芸人の育成と発掘を意図している。若手芸人は、太田プロダクションに所属している者が中心となっている。
2025年3月にMCを務める有吉の体力の限界、太田プロの若手を育てる目的だったのに10年経っても育ってないことを理由に最終回を迎えた。

## 出演者
MC
- 有吉弘行

企画部長
- 安田和博（デンジャラス）

## スタッフ
- プロデューサー：下川猛／上原敏明／杉本美雪
- 演出：谷中憲
- ディレクター：柳光友晴／大谷郁哉
- 構成：安田和博／カツオ／鈴木悟史
- 制作協力：ユーフィールド
- 制作：フジテレビコンテンツ事業センター
- 制作著作：フジテレビ